# Ruta Provincial E 76 (Córdoba)
La Ruta Provincial E 76 es una carretera Argentina, ubicada en la provincia de Córdoba, en el Valle de Punilla. Según el Nomenclador Cartográfico de la Provincia de Córdoba, inicia su recorrido en la intersección de la  RN 38 (km 75) , en la localidad de San Esteban, y se dirige con rumbo este, hacia el faldeo de un sector de las Sierras Chicas, para torcer su rumbo hacia el sur, por el aglomerado urbano de La Cumbre, Los Cocos y San Esteban, para finalizar en la intersección con el km 66 de la Ruta Nacional 38, en la localidad de La Cumbre.

## Historia y Actualidad
La ruta fue creada con el fin de vincular al centro de la localidad de La Cumbre con los barrios de Cruz Chica, Cruz Grande y la localidad de Los Cocos, que se encontraban en pleno crecimiento luego de que fueran fraccionados los primeros loteos a principios del siglo XX.
A principios de la década del 2000, la ruta fue repavimentada en toda su traza.
Su importancia radica en que es la única vía para acceder a la localidad de Los Cocos y barrios como Cruz Chica y Cruz Grande, y es conocida como el Camino a Los Cocos.

## Recorrido
Como se dijo anteriormente, la carretera comienza su recorrido en el kilómetro 75, en el cruce con la  RN 38 , donde se encuentra el acceso a la localidad de San Esteban, y finaliza en La Cumbre, muy cerca del barrio Santa Cecilia de Villa Giardino.
El último tramo de la Ruta Provincial E 76 se encuentra rodeado de árboles y a sus márgenes se encuentran un predio de canchas de fútbol y un fraccionamiento de nuevas calles para un barrio residencial a su derecha. Aquí, la ruta recibe el nombre de Avenida Arturo Illia.
En el centro de La Cumbre, toma el nombre de Avenida 25 de Mayo, (sentido norte) y luego Avenida Caraffa. Ambas circulan por la zona céntrica.
Previamente a éstas, toma el nombre de Avenida Bartolomé Jaime, la que cruza el río San Jerónimo.
En Cruz Chica y Cruz Grande, la ruta posee un trayecto más sinuoso circulando por entre medio de una zona abundantemente arbolada, costeada por casonas de neto corte inglés. Precedentemente, la ruta atraviesa la localidad de Los Cocos, donde lleva el nombre de Cecilia Grierson, quien viviera en la localidad, los últimos años de vida (su imagen se encuentra en el anverso de los billetes de $2.000).
El tramo inicial de esta vía, se ubica en el cruce de San Esteban. Aquí la ruta lleva el nombre de Avenida Luis de Ridder.
| Intersecciones                  | Intersecciones                            |
| ruta                            | desvíos hacia                             |
| ------------------------------- | ----------------------------------------- |
| Ruta nacional 38                | Cosquín, Córdoba, Cruz Del Eje, La Rioja. |
| Camino Cruz Grande-San Esteban  | Zona oeste del barrio Cruz Grande.        |
| Ferrocarril Tren de las Sierras | Ferrocarril reactivado.                   |
| Calle José Hernandez            | barrios Buen Retiro y Dolores.            |

## Transporte
Las siguientes líneas de ómnibus utilizan algún tramo de la ruta E-76.

### Empresa Sarmiento
La línea Cruz Del Eje-La Falda Urbano además de ingresar a Los Cocos, lo hace también hasta la rotonda céntrica de San Esteban. 
Las líneas Capilla Del Monte-Cosquín Urbano y Alta Gracia-Capilla Del Monte también ingresan a Los Cocos utilizando esta ruta.

### Empresa Ersa
Un bus en sentido norte perteneciente a la línea Córdoba-Cruz Del Eje ingresa a Los Cocos; Aunque el mismo finaliza en Capilla Del Monte. Mientras que en sentido contrario, la misma línea utiliza la carretera para ingresar a Los Cocos y luego seguir rumbo a la ciudad de Córdoba.
La ruta también fue operada por la Cooperativa La Calera y la desaparecida Empresa Ciudad De Córdoba hasta hace pocos años. Los horarios pertenecientes a esta última son los actualmente operados por Empresa Ersa.

## NOTAS
1. ↑   El kilometraje fue tomado del amojonado en ruta. En caso de ausencia de los mismos, se calculó según información disponible en Internet, o verificación in situ .